# ریک دابلین
داروشناسی
ریچارد الیوت دابلین (به انگلیسی: Rick Doblin) یک فعال و مدیر دارویی آمریکایی است که بنیانگذار و مدیر اجرایی انجمن مطالعات میان‌رشته‌ای روانگردان (MAPS) است.

## زندگی‌نامه
دابلین در ۱۹۵۳ در یک خانواده یهودی محافظه‌کار در حومه شیکاگو متولد و بزرگ شد. او اولین فرزند از چهار فرزند مورتون دابلین بود که پزشک کودکان و معلم مدرسه آرلین دوبلین بود. ریچارد دارای سه خواهر و برادر کوچکتر، بروس، شارون و استوارت دوبلین می‌باشد.
از ۱۹۷۵تا ۱۹۸۲، دابلین صاحب و اداره کننده شرکتی به نام «مؤسسه براکسس» بود که در منطقه ساراسوتا، فلوریدا قرار دارد و در کار بنگاه املاک و مستغلات و خانه‌ها تخصص داشت. دابلین دکترای خود را در زمینه سیاست عمومی در ۲۰۰۱، از مدرسه کندی دانشگاه هاروارد دریافت کرد، جایی که پایان‌نامه خود را در مورد تنظیم استفاده از داروهای روانگردان و ماری جوآنا و پایان‌نامه کارشناسی ارشد خود را در مورد شناساندنان سرطان در مورد ماری جوانا دودی و همچنین در کنترل تهوع برای بیماران سرطانی نحوه استفاده از قرص THC خوراکی، نوشت.
دابلین در ۱۹۸۷ مدرک روان‌شناسی خود را از کالج جدید فلوریدا دریافت کرد. پایان‌نامه کارشناسی او در کالج جدید فلوریدا ادامه آزمایش کلاسیک ۲۵ ساله جمعه خوب بود که پتانسیل داروهای روان‌گردان و سرعت تأثیر گزاری‌شان را ارزیابی می‌کرد. او همچنین سی و چهار سال مطالعه بعدی خود را در آزمایش زندان کنکورد تیموتی لیری انجام داد. ریک نزد استانیسلاو گروف تحصیل کرد و جزو اولین کسانی بود که به عنوان یک پزشک خودکاوی گواهینامه دریافت کرد.
زندگی ریک دابلین در کتاب تام شرودر سردبیر سابق روزنامه واشینگتن پست شرح داده شده‌است. دوبلین در سال ۱۹۹۳ با لین دابلین ازدواج کرد. آنها با هم سه فرزند دارند و در بوستون، ماساچوست زندگی می‌کنند.

## کتابشناسی - فهرست کتب
- فریت، سی. چانگ، ال. لاتین، دی. والز، آر. هام، جی. دوبلین، آر (۱۹۸۷). «مسمومیت متیلن دی اکسی مت آمفتامین (MDMA) در سگ و موش». سم‌شناسی بنیادی و کاربردی. 9 (1):

doi:10.1016/0272-0590(87)90158-8. PMID 2887476.
- دوبلین، آر (۱۹۹۱). "آزمایش جمعه بخیر" پانکه: پیگیری طولانی مدت و نقد روش شناختی" (PDF). مجله روان‌شناسی فرا شخصی. ۲۳ (۱): ۱–۲۸. بایگانی شده از نسخه اصلی (PDF) در ۲۰۱۴-۰۱-۱۶
- دوبلین، آر. کلیمان، ام. (۱ مه ۱۹۹۱). «استفاده پزشکی از ماری جوانا». سالنامه طب داخلی. 114 (9): 809-10. doi: 10.7326/0003-4819-114-9-809_3. PMID 1842667.
- دابلین، آر. کلیمان، ام (ژوئیه ۱۹۹۱). "ماری‌جوآنا به عنوان داروی ضد بالا آوردن: بررسی تجربیات و نگرش‌های سرطان‌شناسی". مجله سرطان‌شناسی بالینی. 9 (7): 1314–1319. doi:10.1200/JCO.1991.9.7.1314. PMID 2045870.
- گرینس‌پون، ال. باکالار، ج. دوبلین، آر (۱۹۹۵). «ماری‌جوآنا، سندرم هدر رفتن ایدز، و دولت ایالات متحده آمریکا». مجله پزشکی نیوانگلند. 333 (10): 670-1. doi:10.1056/nejm199509073331020. PMID 7637743.
- دابلین، آر. کلیمن، ام (۱۹۹۵). «استفاده پزشکی از ماری‌جوآنا: موردی برای آزمایش‌های بالینی». مجله بیماری‌های اعتیاد. 14 (1): 5-14. doi:10.1300/J069v14n01_02. PMID 7543287.
- دابلین، آر. کلیمن، ام (۱۹۹۸). «تحقیق نظرسنجی در مقابل کارآزمایی‌های بالینی در ارزیابی کاربرد پزشکی ماری‌جوآنا». مجله پزشکی جنوب. 91 (10): 989-91. doi:10.1097/00007611-199810000-00032. PMID 9786301.
- دابلین، آر (۱۹۹۸). «آزمایش زندان کنکورد دکتر لیری» (PDF). مجله داروهای روانگردان. 30 (4): 419-426. doi:10.1080/02791072.1998.10399715. PMID 9924845. بایگانی شده از نسخه اصلی (PDF) در ۳۰-۱۰-۲۰۱۲. مقررات استفاده پزشکی از داروهای روان‌گردان و ماری‌جوانا. پایان‌نامه ای از ریک دابلین برای Ph.D. در سیاست عمومی از مدرسه دولتی کندی، دانشگاه هاروارد. ژوئن ۲۰۰۲.
- Doblin, R. (پاییز ۲۰۰۲). "یک طرح بالینی برای MDMA (اکستازی) در درمان اختلال اضطراب پس از سانحه (PTSD): همکاری با FDA" (PDF). بولتن MAPS. 12 (3): 5-18.
- میتوفر، م. جروم، ال. دوبلین، آر (۲۰۰۳). "MDMA ("اکستازی") و سمیت عصبی". علوم پایه. 300 (5625): 1504-5. doi:10.1126/science.300.5625.1504. PMID 12791964. S2CID ۳۸۷۲۱۲۲۹.
- سامال، اچ. جروم، ال. دوبلین، آر (۲۰۰۴). "پاسخ به: Parrott AC, Buchanan T، Heffernan TM, Scholey A، Ling J، Rodgers J (2003) اختلال پارکینسون، مشکلات روانی حرکتی و سمیت عصبی دوپامینرژیک در کاربران اکستازی/MDMA تفریحی. Psychopharmacology 167(4): 449-45". روان فارماکولوژی. 171 (2): 229-30. doi:10.1007/s00213-003-1599-3. PMID 14634709. S2CID ۱۰۸۶۱۸۲۴.
- میتوفر، م. واگنر، ام. میتوفر، ا. جروم، ال. دوبلین، آر (۲۰۱۰). "ایمنی و اثربخشی روان درمانی با کمک ۳٬۴-متیلن دی اکسی مت آمفتامین در افراد مبتلا به اختلال اضطراب پس از سانحه مزمن و مقاوم به درمان: اولین مطالعه آزمایشی تصادفی کنترل شده" (PDF). مجله روان داروشناسی. 25 (4): 439-452. doi:10.1177/0269881110378371. PMC 3122379. PMID 20643699.
- میتوفر، م. واگنر، ام. میتوفر، ا. جروم، ال. مارتین، اس. یازار-کلوزینسکی، بی. میشل، ی. برورتون، تی. دوبلین، آر (۲۰۱۲). "دوام بهبود علائم اختلال اضطراب پس از سانحه و فقدان اثرات مضر یا وابستگی به مواد مخدر پس از روان درمانی با کمک ۳٬۴-متیلن دی اکسی مت آمفتامین: یک مطالعه پیگیری طولانی مدت آینده نگر" (PDF). مجله روان داروشناسی. 27 (1): 28-39. doi:10.1177/0269881112456611. PMC 3573678. PMID 23172889. بایگانی شده از نسخه اصلی (PDF) در ۱۷/۰۶/۲۰۱۴.
- گاسر، پ. هلشتاین، دی. میشل، ی. دوبلین، آر. یازار-کلوزینسکی، بی. پاسی، تی. Brenneisen, R. (2014). "ایمنی و اثربخشی روان درمانی به کمک اسید لسر جیک دی اتیل آمین برای اضطراب مرتبط با بیماری‌های تهدید کننده زندگی" (PDF). مجله بیماریهای عصبی و روانی. 202 (7): 513-20. doi:10.1097/NMD.0000000000000113. PMC 4086777. PMID 24594678. بایگانی شده از نسخه اصلی (PDF) در ۲۰۱۴-۰۶-۲۴.